# 伊東駅
伊東駅（いとうえき）は、静岡県伊東市湯川三丁目にある、東日本旅客鉄道（JR東日本）・日本貨物鉄道（JR貨物）・伊豆急行の駅である。駅番号はJR東日本がJT 26、伊豆急行がIZ01。

## 概要
JR東日本の駅では最も南に位置する。伊東市街の北端にあり、伊東温泉にも近く、観光客の利用が主であるが、朝夕には通勤通学客の姿も目立つ。
日中を中心に伊東線、伊豆急行線との相互直通運転が実施され、朝夕には当駅以北（伊東線）を走行する上野東京ライン系統の列車も発着する。
交通系ICカード「Suica」が導入され、「Suica首都圏エリア」に属し、首都圏ICカード相互利用サービスおよび交通系ICカード全国相互利用サービスに対応している。また、当駅以北（伊東線）は旅客営業規則の定める大都市近郊区間制度における「東京近郊区間」にも属している。
JR東日本と伊豆急行の境界駅であるが、JR東日本管理の共同使用駅であるため、伊豆急行の社員は乗務員以外配置されておらず、駅管理を行うJR東日本が伊豆急行関連の一部商品販売を受託している。
伊東線中間駅（小田原・伊豆統括センターの被管理駅)では2015年（平成27年）3月8日より実施の無人駅化に合わせた「駅遠隔操作システム（現・お客さまサポートコールシステム）」の導入に伴い、自動券売機から多機能券売機への交換、当駅へ繋がるインターホン・券面確認台を併設した自動精算機の新設が行われた。従来、有人窓口以外で行うことができなかった処理については当駅の駅員が自動精算機を遠隔操作することにより対応している。

## 歴史
- 1938年（昭和13年）12月15日：鉄道省の伊東線が網代駅から開通、その終着駅として当駅が開業[1]。
- 1943年（昭和18年）11月1日：鉄道省が改組し、運輸通信省鉄道総局の駅となる。
- 1945年（昭和20年）5月19日：運輸通信省鉄道総局が改組し、運輸省鉄道総局の駅となる。
- 1947年（昭和22年）5月25日：当駅 - 呉駅間にイギリス連邦占領軍専用の休暇列車として「BCOF train」が運行。
- 1949年（昭和24年）6月1日：運輸省鉄道総局から業務が移管され、日本国有鉄道（国鉄）の駅となる。
- 1961年（昭和36年）12月10日：伊豆急行の伊豆急行線が伊豆急下田駅まで開通。
- 1965年（昭和40年）9月24日：みどりの窓口開設[3]。
- 1980年（昭和55年）10月1日：貨物の取扱を廃止[1]。この後貨物ホーム撤去。
- 1985年（昭和60年）3月14日：荷物扱い廃止[1]。
- 1987年（昭和62年）
  - 3月31日：貨物の取扱を鉄道車両に限り再開[1]。
  - 4月1日：国鉄分割民営化に伴い、東日本旅客鉄道（JR東日本）と日本貨物鉄道（JR貨物）の駅となる[1]。
- 2004年（平成16年）10月16日：伊東線でICカード「Suica」の利用が可能となる[4]。東京近郊区間に組み込まれる[4]。
- 2006年（平成18年）3月24日：地下通路に各ホームを結ぶ上りエスカレーター、車椅子対応エレベーター設置[5]。
- 2009年（平成21年）10月1日：駅構内を全面禁煙化[6]。
- 2010年（平成22年）3月13日：伊豆急行線における交通系ICカード「Suica」供用開始に伴い、当駅以南を「Suica首都圏エリア」に編入[7]。
- 2015年（平成27年）3月29日：北隣の宇佐美駅とともに発車メロディを伊東市ゆかりの童謡「みかんの花咲く丘」に変更[8]。
- 2016年（平成28年）6月下旬：2・3番線ホームの伊豆急下田方に冷暖房完備の待合室設置[9]。
- 2018年（平成30年）11月：駅舎改修工事着手[10]。
- 2019年（平成31年）3月：駅舎改修工事終了[10]。

## 駅構造
単式ホーム・島式ホーム計2面3線を有する地上駅。ホーム西側には留置線が3本あり、それぞれの有効長はホーム側から順に11両・10両・7両。伊豆急下田方には本線の西側に並行する引き上げ線が1本あり、有効長は10両だが、7両以上の場合、両渡り線を超えてまたいでしまう。このため1番線から入線できるのは6両までとなっていたが、2012年（平成24年）11月現在、1番線の入換信号機のみ使用停止となっている。また、当駅構内には本線・引き上げ線の計2本を横断する第1種踏切「谷津踏切」が存在する。
本線では谷津踏切の直前（熱海方）にあるレールの継ぎ目がJR東日本・JR貨物、伊豆急行との正式な会社境界となっており、その踏切の直前（熱海方）から直後（伊豆急下田方）にある架線柱にかけて、踏切をまたぐ形でエアセクションが設けられている。なお、谷津踏切の管理はJR東日本が行っている。
各ホームには内方線付き点字ブロックや非常停止ボタンが設置されており、2・3番線ホームの伊豆急下田方にはSuicaグリーン券売機や冷暖房完備の待合室がある。
駅舎は1番線ホームに面しており、2・3番線ホームとのアクセスには地下通路を使用する。地下通路には各ホームを結ぶ上りエスカレーター、車椅子対応エレベーターが設置されている。
改札口にはAED、Suica対応の自動改札機・自動精算機・自動券売機・多機能券売機、Suicaおよびクレジットカード対応の指定席券売機、クレジットカード対応のみどりの窓口が設置されている。
改札外には関東エリアにおけるJR・私鉄の運行情報などを表示する3色LEDタイプの異常時案内用LEDのほか、伊東線に関する情報の表示のみに対応した運行情報・時刻表ディスプレイが設置されており、列車運行情報サービス「どこトレ」と同様の内容に加え、当駅を発車する上り列車の初電から終電までの時刻表が確認できる。
駅構内には3色LEDタイプの発車標が、各ホームの各階段付近、地下通路の2・3番線ホーム真下付近、改札口付近に設置されている。
改札内のトイレは1番線ホームにある。多機能トイレ（車椅子・オストメイト対応、おむつ交換台あり）も設置されている。なお、このトイレは駅舎改修工事に合わせ、個室内の完全洋式化工事を行うため、2018年（平成30年）12月18日から2019年（平成31年）3月13日まで閉鎖され、近くに代替として仮設トイレが設置されていたが、仮設多機能トイレの設置は行われていなかった。
改札外のトイレは改札口を出て右に曲がると進行方向正面にある。多機能トイレは存在しない。これまで、市民や観光客から伊東市に対し、改修の要望が寄せられており、伊東市は管理者であるJR東日本に対し、早急に改修するように繰り返し要望してきたが、JR東日本からは乗降客数の減少やホーム内にも鉄道利用者のトイレがあることから、全面的な改修についての積極的な回答は得られず、2015年（平成27年）10月にトイレ入口に目隠しのための壁が設置された程度にとどまっていた。 その後も要望を継続した結果、2019年（平成31年）度完成を目指し、伊東市の観光トイレとして整備することとなった。
改札外のびゅうプラザ跡地で、2006年（平成18年）4月に営業を開始したドトールコーヒーショップは、JR東日本グループの事業統廃合の一環で2009年（平成21年）4月よりジェイアール東日本フードビジネスが運営するBECK'S COFFEE SHOPに変更された。その後、駅舎改修工事のため、2019年（平成31年）1月6日20:00に営業を終了し、3月14日より、その跡地は湘南ステーションビルが運営する商業施設となった。そのテナントとして3月14日7:30よりBECK'S COFFEE SHOPが出店し、営業を再開したほか、3月29日9:00より総合物産店のいずちゅうも新たに出店し、営業を開始した。2020年（令和2年）3 - 4月頃、和洋菓子「石舟庵」、海産物「とくぞう」、伊東市観光案内所、東海バス・伊豆急東海タクシー案内所などが開業した。
出口専用改札口の跡地にある祇園の立ち食いそば・うどん店は1日約100人（そのうち約7割は地元住民）が利用し、駅利用者だけでなく近隣住民のファストフードとしても親しまれ、常連客もおり、利益は出ていたが、将来の人手を考え、本業である駅弁の製造販売に経営資源を集中させるため、2019年（平成31年）3月31日17:00に営業を廃止した。また、その店の隣に併設されていた稲荷寿司やポリ茶瓶で有名な祇園の駅弁店は3月28日18:00に営業を終了し、新商業施設にテナントとして3月29日7:30より移転出店し、営業を継続している。なお、移転後の現店舗は移転前の旧店舗と同様に、改札内（1番線ホーム）と改札外の両方から利用できる。
公衆電話は改札口を出て左に曲がると進行方向正面にある。2019年（平成31年）2月6日朝まで祇園前の、改札内（1番線ホーム）、改札外の両側にも、それぞれ設置されていたが、祇園が3月29日7:30より新商業施設へ移転するため、営業を廃止し、撤去された。なお、撤去日前日の2月5日には静岡県内私立高校の入試日のため、家族に帰宅の連絡を入れる学生たちで行列が発生したが、祇園では撤去後の混乱を避けるため、代替措置として撤去日から入試期間が終わる3月中旬頃までを予定に、利用者が店員へ申し出ることにより店舗にある携帯電話を利用した無料通話が行えるサービスが実施されていた。

### のりば
| 番線 | 事業者   | 路線                      | 方向 | 行先                       | 備考                                                    |
| ---- | -------- | ------------------------- | ---- | -------------------------- | ------------------------------------------------------- |
| 1    | 伊豆急行 | 伊豆急行線                | 下り | 伊豆急下田方面             | 伊東線からの直通運転列車                                |
| 1    | JR東日本 | 伊東線 （上野東京ライン） | 上り | 熱海・横浜・東京・上野方面 | 折り返し列車の一部                                      |
| 2    | JR東日本 | 伊東線 （上野東京ライン） | 上り | 熱海・横浜・東京・上野方面 | 折り返し列車の多くと 伊豆急行線からの直通運転列車の一部 |
| 3    | JR東日本 | 伊東線 （上野東京ライン） | 上り | 熱海・横浜・東京・上野方面 | 伊豆急行線からの直通運転列車の多く                      |
| 3    | 伊豆急行 | 伊豆急行線                | 下り | 伊豆急下田方面             | 折り返し列車                                            |

（出典）
- 本項では伊豆急行線のラインカラーを■水色で示したが、実際のホーム案内では、発車標では■灰色、駅名標では■青が用いられている。
- 1番線は単式ホーム、2・3番線は島式ホームで、各ホームの有効長は11両。 全てのホーム両端に出発信号機が設置されているため、どのホームからでも両方向に発車できる。
- 日中を中心に運行される伊東線、伊豆急行線との直通運転の列車では伊豆急下田方面行きが全て1番線、熱海・東京方面行きが一部を除き3番線（7時台にある2本は2番線）に停車。朝・夕 - 夜に運行される当駅折り返しや当駅止まりの列車では伊東線が一部を除き2番線（5時台前半にある初電から6時台前半までの3本および23時台前半にある終電1本前は1番線）、伊豆急行線が全て3番線に停車することにより一部を除き対面乗り換えを実現している。
- 伊豆急行線において朝・夕 - 夜に当駅折り返しの列車で行われるワンマン運転の際に使用する後方確認用ミラーが、ホームの3番線側に加え、通常時にワンマン運転の列車が発着しない2番線側にも設置されている。
- 上野東京ライン系統の運行開始と同時に行われた2015年（平成27年）3月14日のダイヤ改正より朝・夕 - 夜に当駅から東海道線東京駅を経由して東北本線（宇都宮線）・高崎線への直通する列車が設定された。なお、宇都宮線直通は最遠で宇都宮まで、高崎線直通は最遠でも高崎（平日は籠原）までとなる。湘南新宿ライン系統の列車は引き続き当駅に乗り入れて来ないため、小田原以東で乗り換えが必要となる。

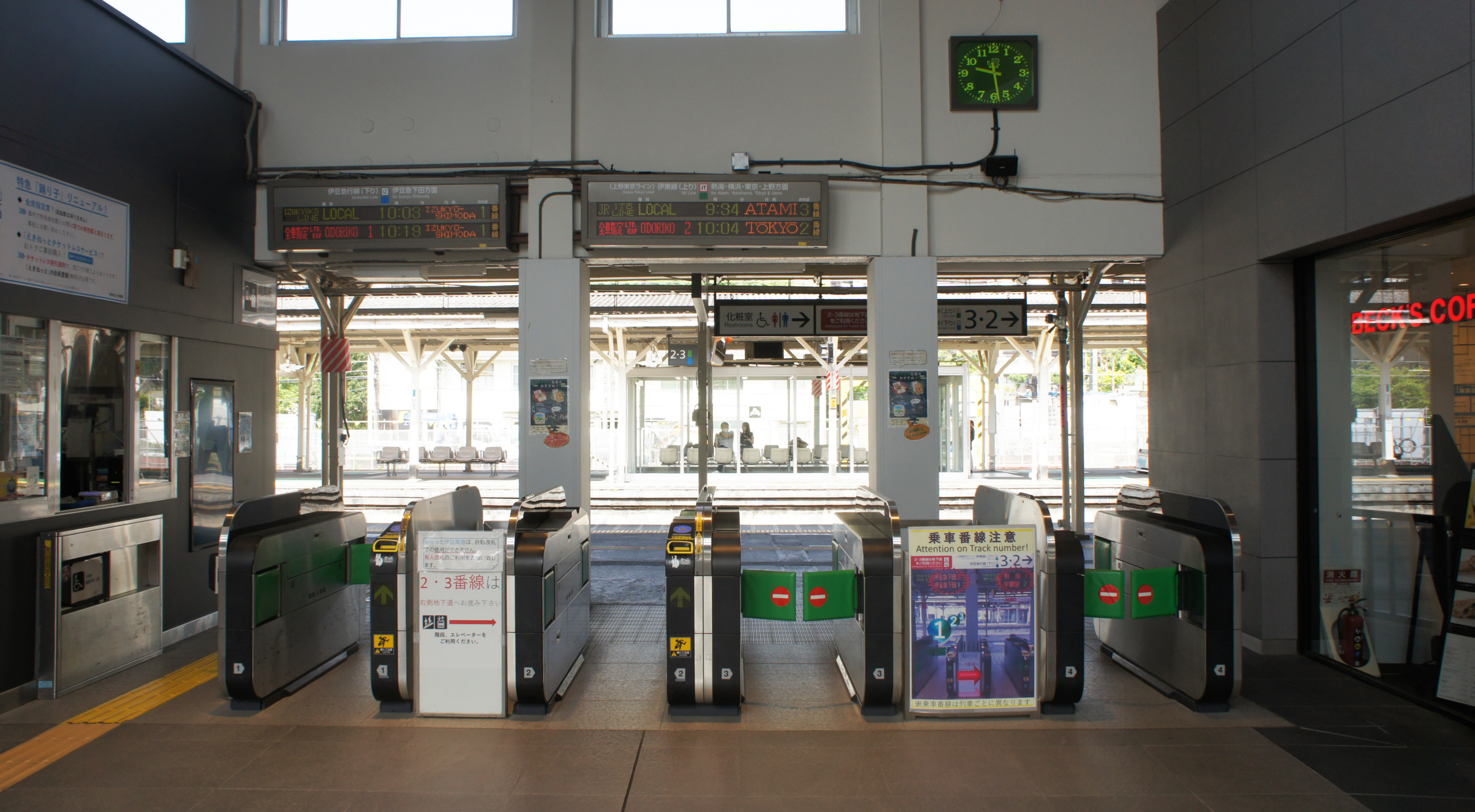
改札口（2021年5月）
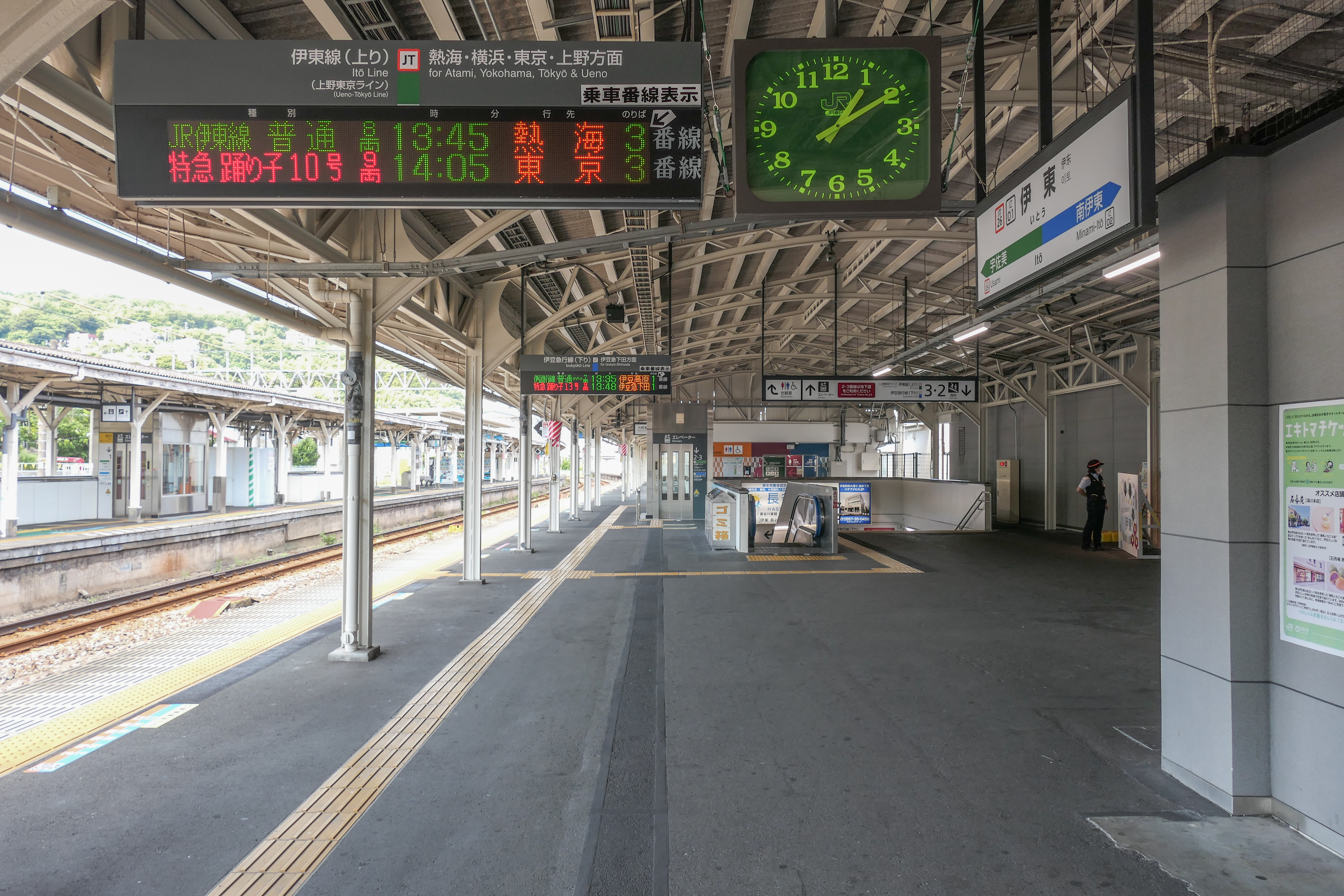
1番線ホーム（2022年8月）
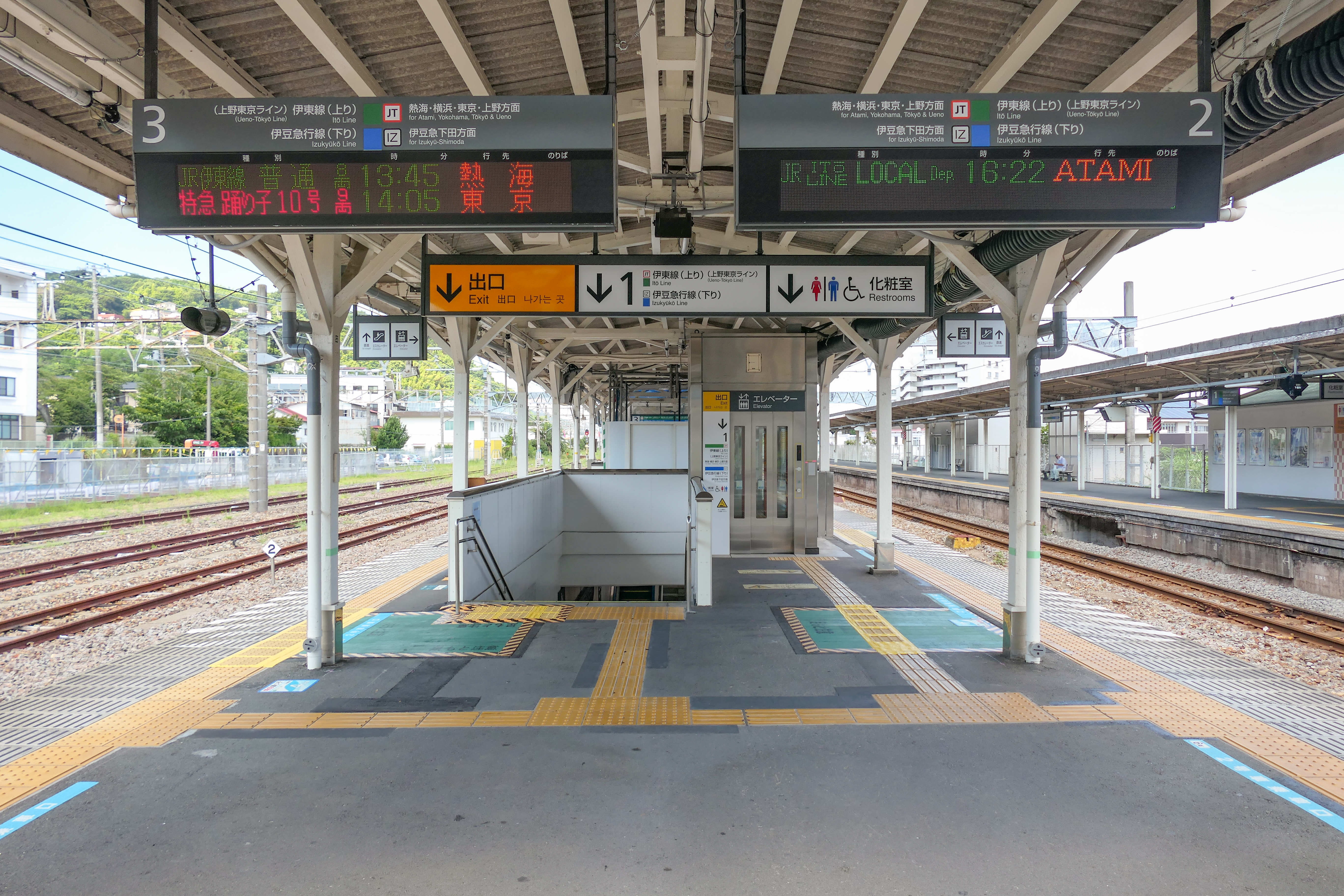
2・3番線ホーム（2022年8月）
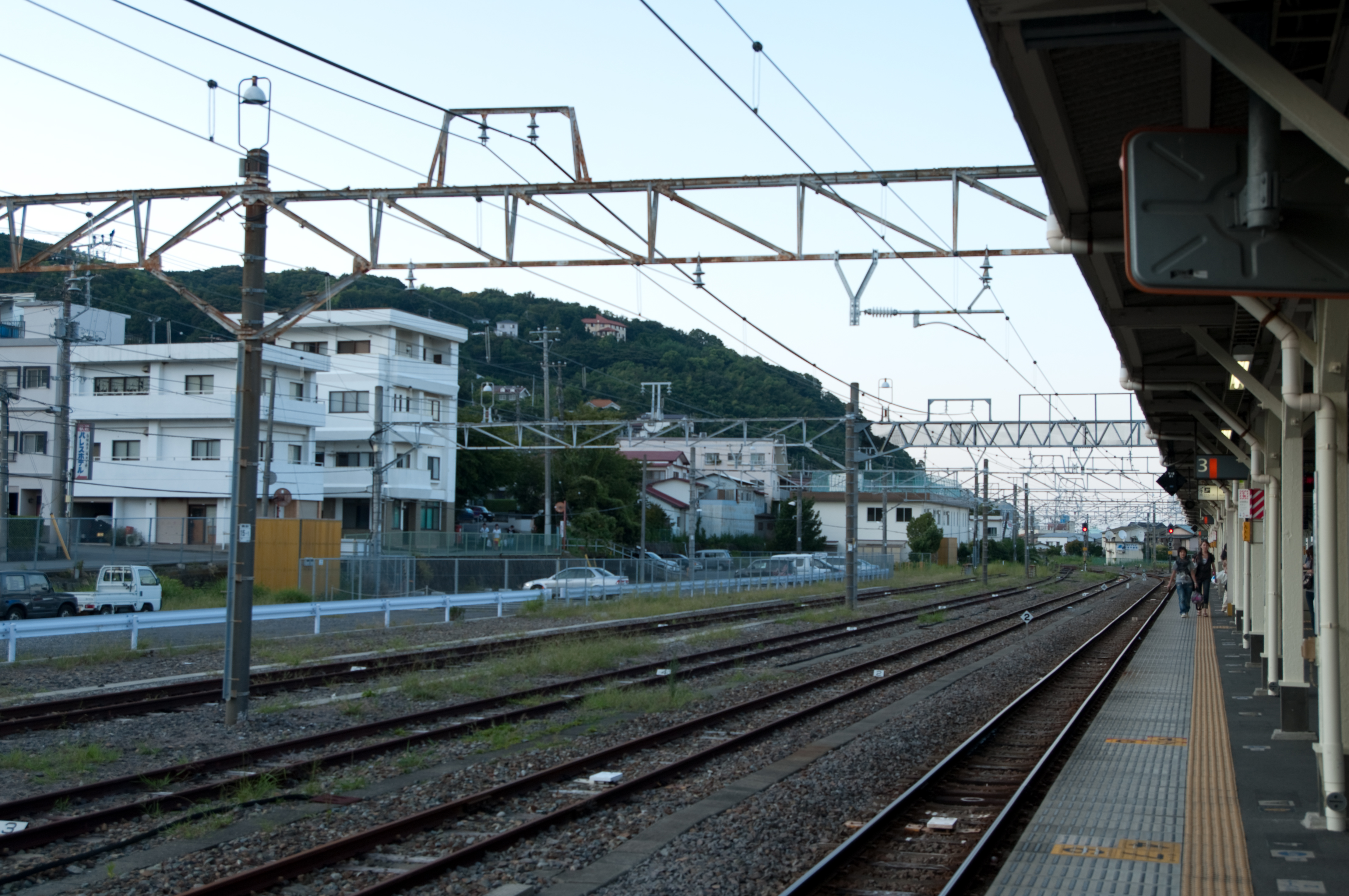
ホーム西側の留置線（2009年9月）
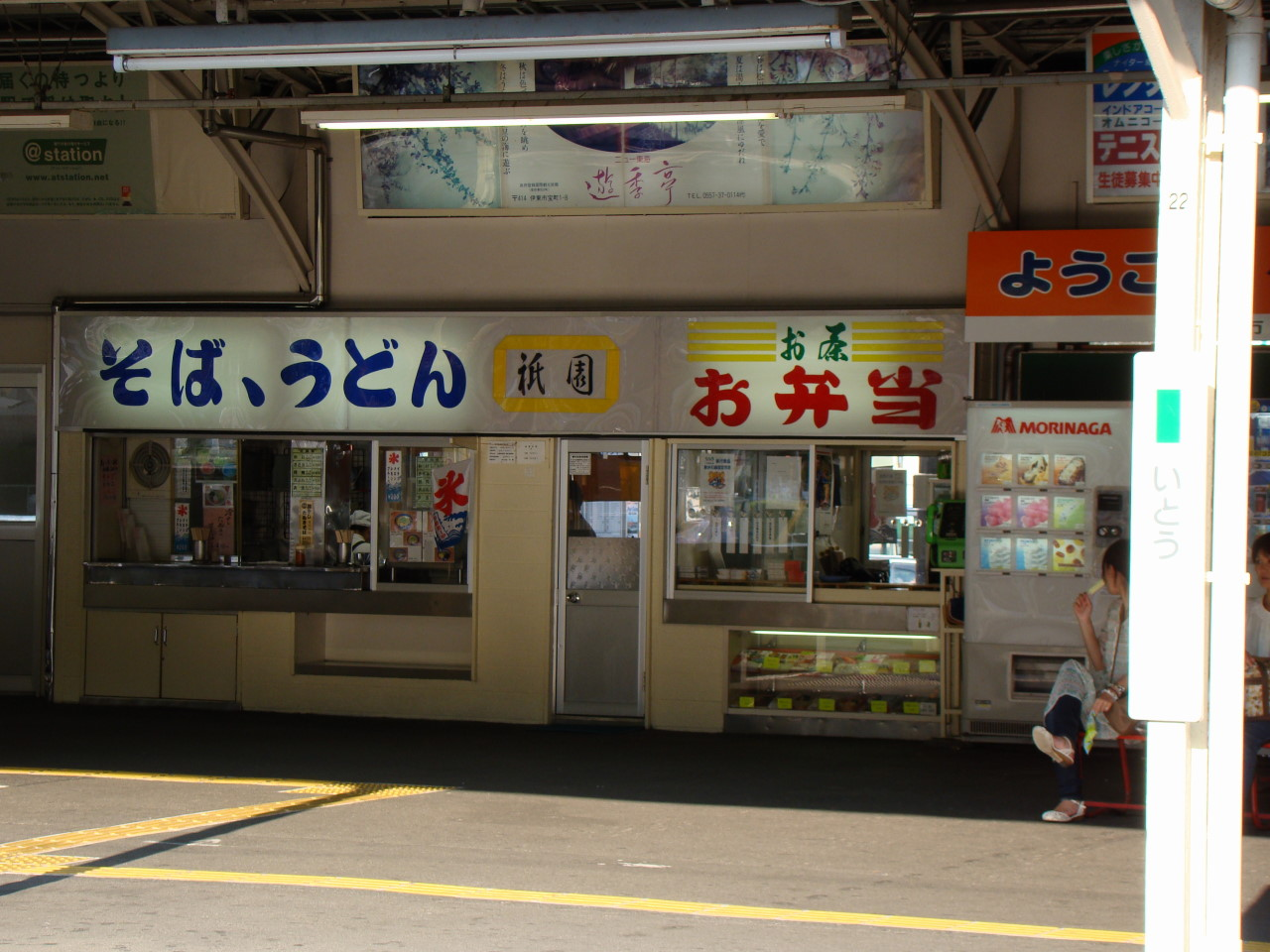
祇園の立ち食いそば・うどん店、駅弁店 ※旧店舗（2008年8月）

## 駅弁
祇園が販売する主な駅弁は下記の通り。
- 五目ちらし寿し
- 鯛どんたく弁当
- とりめし弁当
- 幕の内弁当
- いなりのり巻き詰合せ
- いなり寿し
- おにぎり弁当
- 赤飯おにぎり弁当
- おにぎりランチボックス

## 貨物取扱
現在は臨時車扱貨物のみを取り扱っており、定期貨物列車の発着はない。取扱品目は伊豆急行向けの鉄道車両で、それを輸送する列車が当駅を発着することがある。
国鉄分割民営化以前は一般向けの貨物も取り扱っており、駅舎北側に1面1線の貨物ホームが存在していた。貨物ホームの跡地は駐車場となっている。

## 利用状況
- JR東日本 - 2023年度（令和5年度）の1日平均乗車人員は6,516人である。
- 伊豆急行 - 2020年度（令和2年度）の1日平均乗車人員は2,610人である。

1993年度（平成5年度）以降の1日平均乗車人員の推移は以下の通りである。
| 年度               | JR東日本 | 伊豆急行 | 出典     |
| ------------------ | -------- | -------- | -------- |
| 1993年（平成05年） | 13,857   | 7,478    | [ * 1 ]  |
| 1994年（平成06年） | 13,419   | 7,250    | [ * 2 ]  |
| 1995年（平成07年） | 12,372   | 6,659    | [ * 3 ]  |
| 1996年（平成08年） | 12,909   | 6,853    | [ * 4 ]  |
| 1997年（平成09年） | 11,520   | 6,837    | [ * 5 ]  |
| 1998年（平成10年） | 10,959   | 6,664    | [ * 6 ]  |
| 1999年（平成11年） | 10,575   | 6,481    | [ * 7 ]  |
| 2000年（平成12年） | 10,071   | 6,011    | [ * 8 ]  |
| 2001年（平成13年） | 9,886    | 6,182    | [ * 9 ]  |
| 2002年（平成14年） | 9,529    | 5,822    | [ * 10 ] |
| 2003年（平成15年） | 9,397    | 5,821    | [ * 11 ] |
| 2004年（平成16年） | 9,032    | 5,759    | [ * 12 ] |
| 2005年（平成17年） | 9,068    | 5,961    | [ * 13 ] |
| 2006年（平成18年） | 9,051    | 5,937    | [ * 14 ] |
| 2007年（平成19年） | 8,960    | 5,856    | [ * 15 ] |
| 2008年（平成20年） | 8,835    | 5,893    | [ * 16 ] |
| 2009年（平成21年） | 8,249    | 5,472    | [ * 17 ] |
| 2010年（平成22年） | 7,877    | 5,553    | [ * 18 ] |
| 2011年（平成23年） | 7,403    | 4,727    | [ * 19 ] |
| 2012年（平成24年） | 7,661    | 5,176    | [ * 20 ] |
| 2013年（平成25年） | 7,703    | 5,186    | [ * 21 ] |
| 2014年（平成26年） | 7,616    | 5,168    | [ * 22 ] |
| 2015年（平成27年） | 7,676    | 5,308    | [ * 23 ] |
| 2016年（平成28年） | 7,576    | 5,296    | [ * 24 ] |
| 2017年（平成29年） | 7,822    | 5,316    | [ * 25 ] |
| 2018年（平成30年） | 7,651    | 5,224    | [ * 26 ] |
| 2019年（令和元年） | 7,274    | 5,063    | [ * 27 ] |
| 2020年（令和02年） | 4,118    | 2,610    | [ * 28 ] |
| 2021年（令和03年） | 4,664    |          |          |
| 2022年（令和04年） | 6,021    |          |          |
| 2023年（令和05年） | 6,516    |          |          |

## 駅周辺
- 静岡県道50号伊東停車場線
- 東海館
- 伊東温泉
- 伊東オレンジビーチ
- 東海自動車本社
- 湯の花通り
- ゴールドポスト - 駅前ロータリーに東京パラリンピックのゴールドポスト（第76号）が設置されている。
- マックスバリュ伊東駅前店
- MEGAドン・キホーテ 伊東店

## バス路線
東海バス「伊東駅」バスターミナルより、伊東市内・周辺各方面へのバスが発着する。
| のりば | 運行事業者 | 系統・行先 | 備考                                                                 |
| ------ | ---------- | --- | -------------------------------------------------------------------- |
| 1      | 東海バス   | - I01：マリンタウン - I20：城星・南伊東駅方面 - I21：荻車庫 - I24：伊東市役所・城星・県営吉田団地方面 - I25：城星・みずき台方面                       | - 「I20」は朝夕運転 - 「I21」「I24」は夕方以降運転 - 「I25」は朝運転 |
| 2      | 東海バス   | - I30：川奈港 - I31・I32：伊豆海洋公園 - I33：伊豆高原駅 - I35：川奈ホテル - I36：荻車庫 - I37：蓮着寺口 - 天城東急リゾートシャトル：天城高原ゴルフ場 |                                                                      |
| 3      | 東海バス   | - I02：宇佐美港 - I03：新井 - I05：小室山リフト - I40：伊東市民病院 - I41：修善寺駅 - I45：観光荘                                                     | - 「I05」は平日運休 - 「I40」は土休日運休                            |
| 4      | 東海バス   | - I50：十足広場 - I54・I55・I56：かどの球場 - I55：荻車庫                                                                                             | 「I56」は土日祝運休                                                  |
| 5      | 東海バス   | - I39：赤沢海岸 - I61・I65・I67：シャボテン公園 - I85：伊豆高原駅                                                                                     | - 「I67」は平日運休 - 「I85」は土休日1便のみ運行                     |
| 6      | 東海バス   | - I02：伊東市役所 - I22：小室山リフト - 順天堂病院直通：順天堂病院                                                                                    | 「I22」は朝1便のみ運行                                               |

## 隣の駅
※特急「踊り子」「サフィール踊り子」の隣の停車駅は各列車記事を参照。
東日本旅客鉄道（JR東日本）・伊豆急行
 伊東線・ 伊豆急行線
■普通
宇佐美駅 (JT 25、伊東線) - 伊東駅 (JT 26・IZ01) - 南伊東駅 (IZ02、伊豆急行線)

### 記事本文
1. 1 2 3 4 5 6  石野哲 編『停車場変遷大事典 国鉄・JR編』 II（初版）、JTB、1998年10月1日、87頁。ISBN 978-4-533-02980-6。
2. ↑  “【社会】来宮、伊豆多賀、網代３駅、３月８日から「無人化」”. 熱海ネット新聞. (2015年2月4日) 2015年2月4日閲覧。
3. ↑  『国鉄監修 交通公社の時刻表』1965年10月号「みどりの窓口」案内②、③
4. 1 2  『首都圏でSuicaをご利用いただけるエリアが広がります』（PDF）（プレスリリース）東日本旅客鉄道、2004年8月23日。オリジナルの2019年7月9日時点におけるアーカイブ。2020年5月23日閲覧。
5. ↑  広報いとう 2006.5 No.929 (PDF)  - 伊東市
6. ↑  首都圏の駅の全面禁煙実施エリア拡大について (PDF)  - 東日本旅客鉄道
7. ↑  『2010 安全報告書』（PDF）（プレスリリース）伊豆急行、2010年9月、18頁。オリジナルの2025年7月8日時点におけるアーカイブ。2025年7月8日閲覧。
8. ↑  「「みかんの花咲く丘」発車メロディー採用 JR伊東駅と宇佐美駅」『伊豆新聞』2015年3月30日。オリジナルの2015年3月30日時点におけるアーカイブ。2015年3月30日閲覧。
9. 1 2 3  『静岡デスティネーションキャンペーンの開催に合わせて伊東駅がより便利で快適な駅に変わります！』（PDF）（プレスリリース）東日本旅客鉄道、2019年1月24日。オリジナルの2025年7月8日時点におけるアーカイブ。2025年7月8日閲覧。
10. ↑  変電・饋電(き電)・通信のもろもろ: 201.　伊豆急行　伊東き電所（直流）－1
11. 1 2 3 4 5 6
12. ↑  【観光・産業】伊東駅のトイレについて／伊東市
13. ↑  平成３０年　３月　定例会－02月28日-03号 - 伊東市議会
14. ↑  『伊東駅商業施設(第2期)が、3月27日(金)に開業します!』（PDF）（プレスリリース）東日本旅客鉄道横浜支社、湘南ステーションビル、2020年3月26日。オリジナルの2020年3月26日時点におけるアーカイブ。2020年3月26日閲覧。
15. ↑  “伊東の駅そば、3月末閉店へ 「きざみ」名物、愛され57年”. 静岡新聞. (2019年1月11日).  オリジナルの2019年2月9日時点におけるアーカイブ。 2019年2月9日閲覧。
16. ↑  “伊東駅そば店：来月閉店　利益出ていたが…人手考え駅弁に集中　／静岡”. 毎日新聞. (2019年2月13日).  オリジナルの2019年2月16日時点におけるアーカイブ。 2019年2月16日閲覧。
17. 1 2
18. 1 2  “伊東駅の弁当店が受験生に「電話通話」提供サービス”. 伊豆経済新聞. (2019年2月8日).  オリジナルの2019年2月9日時点におけるアーカイブ。 2019年2月9日閲覧。
19. ↑  “駅構内図（伊東駅）”.   東日本旅客鉄道. 2019年8月4日閲覧。
20. ↑  JR東日本:駅構内図
21. ↑  『JTB時刻表 2025年3月号』JTBパブリッシング、2025年、262頁。

### 利用状況
1. ↑  静岡県統計年鑑 - 静岡県
2. ↑  伊東市統計書 - 伊東市

JR東日本の2000年度以降の乗車人員
1. ↑  各駅の乗車人員（2000年度） - JR東日本
2. ↑  各駅の乗車人員（2001年度） - JR東日本
3. ↑  各駅の乗車人員（2002年度） - JR東日本
4. ↑  各駅の乗車人員（2003年度） - JR東日本
5. ↑  各駅の乗車人員（2004年度） - JR東日本
6. ↑  各駅の乗車人員（2005年度） - JR東日本
7. ↑  各駅の乗車人員（2006年度） - JR東日本
8. ↑  各駅の乗車人員（2007年度） - JR東日本
9. ↑  各駅の乗車人員（2008年度） - JR東日本
10. ↑  各駅の乗車人員（2009年度） - JR東日本
11. ↑  各駅の乗車人員（2010年度） - JR東日本
12. ↑  各駅の乗車人員（2011年度） - JR東日本
13. ↑  各駅の乗車人員（2012年度） - JR東日本
14. ↑  各駅の乗車人員（2013年度） - JR東日本
15. ↑  各駅の乗車人員（2014年度） - JR東日本
16. ↑  各駅の乗車人員（2015年度） - JR東日本
17. ↑  各駅の乗車人員（2016年度） - JR東日本
18. ↑  各駅の乗車人員（2017年度） - JR東日本
19. ↑  各駅の乗車人員（2018年度） - JR東日本
20. ↑  各駅の乗車人員（2019年度） - JR東日本
21. ↑  各駅の乗車人員（2020年度） - JR東日本
22. ↑  各駅の乗車人員（2021年度） - JR東日本
23. ↑  各駅の乗車人員（2022年度） - JR東日本
24. ↑  各駅の乗車人員（2023年度） - JR東日本

静岡県統計年鑑
1. ↑  静岡県統計年鑑1993（平成5年） (PDF)
2. ↑  静岡県統計年鑑1994（平成6年） (PDF)
3. ↑  静岡県統計年鑑1995（平成7年） (PDF)
4. ↑  静岡県統計年鑑1996（平成8年） (PDF)
5. ↑  静岡県統計年鑑1997（平成9年） (PDF)
6. ↑  静岡県統計年鑑1998（平成10年） (PDF)
7. ↑  静岡県統計年鑑1999（平成11年） (PDF)
8. ↑  静岡県統計年鑑2000（平成12年） (PDF)
9. ↑  静岡県統計年鑑2001（平成13年） (PDF)
10. ↑  静岡県統計年鑑2002（平成14年） (PDF)
11. ↑  静岡県統計年鑑2003（平成15年） (PDF)
12. ↑  静岡県統計年鑑2004（平成16年） (PDF)
13. ↑  静岡県統計年鑑2005（平成17年） (PDF)
14. ↑  静岡県統計年鑑2006（平成18年） (PDF)
15. ↑  静岡県統計年鑑2007（平成19年） (PDF)
16. ↑  静岡県統計年鑑2008（平成20年） (PDF)
17. ↑  静岡県統計年鑑2009（平成21年） (PDF)
18. ↑  静岡県統計年鑑2010（平成22年） (PDF)
19. ↑  静岡県統計年鑑2011（平成23年） (PDF)
20. ↑  静岡県統計年鑑2012（平成24年） (PDF)
21. ↑  静岡県統計年鑑2013（平成25年） (PDF)
22. ↑  静岡県統計年鑑2014（平成26年） (PDF)
23. ↑  静岡県統計年鑑2015（平成27年） (PDF)
24. ↑  静岡県統計年鑑2016（平成28年） (PDF)
25. ↑  静岡県統計年鑑2017（平成29年） (PDF)
26. ↑  静岡県統計年鑑2018（平成30年） (PDF)
27. ↑  静岡県統計年鑑2019（令和元年） (PDF)
28. ↑  静岡県統計年鑑2020（令和2年） (PDF)